# ゴットフリート・コルフ
ゴットフリート・コルフ（Gottfried Korff, 1942年 - ）は、ドイツの民俗学者。

## 経歴
デュッセルドルフに生まれ、ケルン大学、ボン大学、テュービンゲン大学で歴史学、民俗学、美術史を学び、博物館に勤務したのち、1982年から定年までテュービンゲン大学教授を務めた。博物館学と民衆信心研究に厚い知見をもつほか、ヘルマン・バウジンガーとの共著・共編著もある。

## 著作（日本語訳）
- 「ユーロ・ディズニーを考える：文化間の接触と対比をめぐる諸問題の検討」 河野眞（訳・解説）（原著1994年）愛知大学一般教育研究室『一般教育論集』第38集（2007年）、pp.61 - 87.
- 「ヨーロッパのハロウィン：アンケートのためのキーワード」（原著2001年）河野眞（訳））愛知大学語学教育研究室『言語と文化』第16号（2007年）、pp.163 - 180.
- 「今日の民藝とは？」 河野眞（訳・解説）（原著1986年）愛知大学国際コミュニケーション学会『文明２１』第34集（2015年）、pp.195 - 232.